# NBA Most Improved Player Award

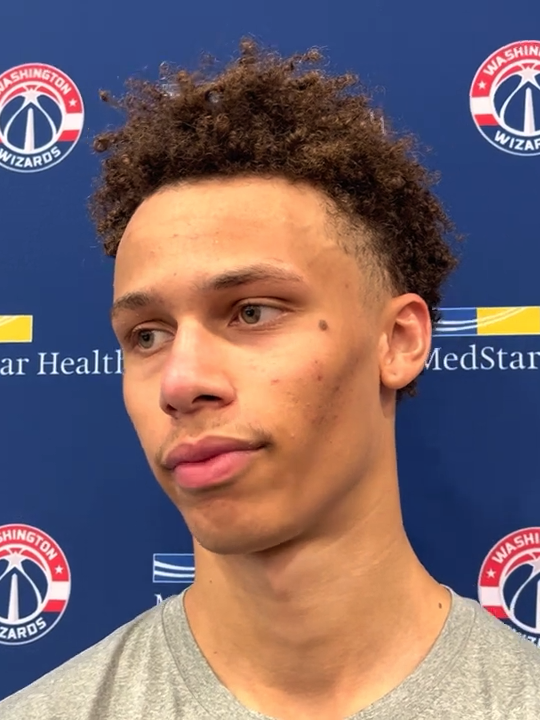
Dyson Daniels é o vencedor mais recente do prêmio (2025).

NBA Most Improved Player Award, em português, "prêmio para o jogador que mais evoluiu na NBA" é o prêmio anual entregue ao jogador da NBA que tenha feito o maior avanço em suas atuações em relação às suas últimas temporadas.

## Vencedores
| * | Jogador ainda na NBA |

| Temporada | Jogador               | Nacionalidade  | Time                   |
| --------- | --------------------- | -------------- | ---------------------- |
| 1985–86   | Alvin Robertson       | Estados Unidos | San Antonio Spurs      |
| 1986–87   | Dale Ellis            | Estados Unidos | Seattle SuperSonics    |
| 1987–88   | Kevin Duckworth       | Estados Unidos | Portland Trail Blazers |
| 1988–89   | Kevin Johnson         | Estados Unidos | Phoenix Suns           |
| 1989–90   | Rony Seikaly          | Estados Unidos | Miami Heat             |
| 1990–91   | Scott Skiles          | Estados Unidos | Orlando Magic          |
| 1991–92   | Pervis Ellison        | Estados Unidos | Washington Bullets     |
| 1992–93   | Mahmoud Abdul-Rauf    | Estados Unidos | Denver Nuggets         |
| 1993–94   | Don MacLean           | Estados Unidos | Washington Bullets     |
| 1994–95   | Dana Barros           | Estados Unidos | Philadelphia 76ers     |
| 1995–96   | Gheorghe Mureşan      | Roménia        | Washington Bullets     |
| 1996–97   | Isaac Austin          | Estados Unidos | Miami Heat             |
| 1997–98   | Alan Henderson        | Estados Unidos | Atlanta Hawks          |
| 1998–99   | Darrell Armstrong     | Estados Unidos | Orlando Magic          |
| 1999–00   | Jalen Rose            | Estados Unidos | Indiana Pacers         |
| 2000–01   | Tracy McGrady         | Estados Unidos | Orlando Magic          |
| 2001–02   | Jermaine O'Neal       | Estados Unidos | Indiana Pacers         |
| 2002–03   | Gilbert Arenas        | Estados Unidos | Golden State Warriors  |
| 2003–04   | Zach Randolph         | Estados Unidos | Portland Trail Blazers |
| 2004–05   | Bobby Simmons         | Estados Unidos | Los Angeles Clippers   |
| 2005–06   | Boris Diaw            | França         | Phoenix Suns           |
| 2006–07   | Monta Ellis           | Estados Unidos | Golden State Warriors  |
| 2007–08   | Hedo Turkoglu         | Turquia        | Orlando Magic          |
| 2008–09   | Danny Granger         | Estados Unidos | Indiana Pacers         |
| 2009–10   | Aaron Brooks          | Estados Unidos | Houston Rockets        |
| 2010–11   | Kevin Love            | Estados Unidos | Minnesota Timberwolves |
| 2011–12   | Ryan Anderson         | Estados Unidos | Orlando Magic          |
| 2012–13   | Paul George           | Estados Unidos | Indiana Pacers         |
| 2013–14   | Goran Dragić          | Eslovênia      | Phoenix Suns           |
| 2014–15   | Jimmy Butler          | Estados Unidos | Chicago Bulls          |
| 2015–16   | C. J. McCollum        | Estados Unidos | Portland Trail Blazers |
| 2016–17   | Giannis Antetokounmpo | Grécia         | Milwaukee Bucks        |
| 2017–18   | Victor Oladipo        | Estados Unidos | Indiana Pacers         |
| 2018–19   | Pascal Siakam         | Camarões       | Toronto Raptors        |
| 2019–20   | Brandon Ingram        | Estados Unidos | New Orleans Pelicans   |
| 2020–21   | Julius Randle         | Estados Unidos | New York Knicks        |
| 2021-22   | Ja Morant             | Estados Unidos | Memphis Grizzlies      |
| 2022-23   | Lauri Markkanen       | Finlândia      | Utah Jazz              |
| 2023-24   | Tyrese Maxey          | Estados Unidos | Philadelphia 76ers     |
| 2024-25   | Dyson Daniels         | Austrália      | Atlanta Hawks          |

- Em 2007 Kevin Martin e Monta Ellis fizeram a eleição mais acirrada da história, na qual Martin perdeu por 3 votos.